# الكسيس سميث
الكسيس سميث (بالإنجليزية: Alexis Smith)‏ (و. 1921 – 1993 م) هي ممثلة تلفزيونية، وممثلة أفلام، وممثلة مسرحية، وممثلة، من كندا، ولدت في بينتيكتون، كولومبيا البريطانية، توفيت في لوس أنجلوس، عن عمر يناهز 72 عاماً، بسبب ورم المخ.

## جوائز وترشيحات
حصلت على جوائز منها:
- جائزة توني عن فئة أفضل ممثلة في مسرحية موسيقية [الإنجليزية]‏ (1972).

ترشحت لـ:
- جائزة الإيمي برايم تايم للأداء المتميز لممثلة ضيفة في مسلسل كوميدي [الإنجليزية]‏، عن عمل: شيرز (1990)
- جائزة توني عن فئة أفضل ممثلة في مسرحية موسيقية [الإنجليزية]‏ (1979).

## وصلات خارجية
- الكسيس سميث على موقع IMDb (الإنجليزية)
- الكسيس سميث على موقع ألو سيني (الفرنسية)
- الكسيس سميث على موقع ميوزك برينز (الإنجليزية)
- الكسيس سميث على موقع تيرنر كلاسيك موفيز (الإنجليزية)
- الكسيس سميث على موقع تيرنر كلاسيك موفيز (الإنجليزية)
- الكسيس سميث على موقع أول موفي (الإنجليزية)
- الكسيس سميث على موقع قاعدة بيانات برودواي على الإنترنت (الإنجليزية)
- الكسيس سميث على موقع قاعدة بيانات برودواي على الإنترنت (الإنجليزية)
- الكسيس سميث على موقع قاعدة بيانات الأفلام السويدية (السويدية)
- الكسيس سميث على موقع إن إن دي بي (الإنجليزية)